# Клидем
Клидем (греч. Κλείδημος) (IV век до н. э.) — древнегреческий историк.
Автор «Атфиды» (Άτθις), повествовние в которой начиналось с древнейших времён, и в которой упоминалось о симмориях (συμμορίαι), существовавших с 3-го года 100-й олимпиады (377 год до н. э.).
Упоминаются и другие его сочинения, отрывки из которых собраны в книге: Müller Th. Fragmenta historicorum Graecorum, I. Parisus, 1841.